# Kašpárek, Honza a ti druzí
Kašpárek, Honza a ti druzí je československý animovaný televizní seriál z roku 1980 poprvé vysílaný v rámci večerníčku v únoru téhož roku. Seriál volně navazuje na dílo Kašpárek, Honza a drak.
Scénář napsal Pavel Teisinger. Výtvarně připravil a zrežíroval Bohuslav Šrámek. Hudbu složil Jaroslav Krček. Seriál namluvil Luděk Munzar. Bylo natočeno 7 epizod v délce kolem 7 minut.

## Synopse
Hlavní hrdinové, pasivnější Honza a chytřejší Kašpárek, opět zůstali spolu a v seriálu se jim objevili noví protivníci – ti „druzí“…

## Seznam dílů
1. Černokněžník
2. Baba Jaga
3. Čert
4. Loupežník
5. Kašpárek, Honza a obr
6. Jezinky
7. Vodník